# Offene Handelsgesellschaft
Die offene Handelsgesellschaft (abgekürzt OHG oder oHG) ist eine rechtsfähige Personenhandelsgesellschaft nach deutschem Gesellschaftsrecht, in der sich mindestens zwei Rechtssubjekte zusammenschließen, um unter gemeinsamer Firma ein Handelsgewerbe zu betreiben.
Die OHG beruht auf der Gesellschaft bürgerlichen Rechts (GbR) als Grundtyp der Personengesellschaft, die in § 705 – § 740c des Bürgerlichen Gesetzbuchs (BGB) geregelt ist. Daher finden nach § 105 Abs. 3 Handelsgesetzbuch (HGB) auf die OHG grundsätzlich die Vorschriften über die GbR entsprechende Anwendung. Vorrang haben allerdings die speziellen Regeln des HGBs, das die OHG in § 105 – § 152 näher ausgestaltet und auf die Bedürfnisse des Handelsverkehrs abstimmt. So bestehen in der OHG etwa grundsätzlich Einzelgeschäftsführungs- und Einzelvertretungsbefugnis.
Die OHG ist gemäß § 6 Abs. 1 HGB kraft Rechtsform ein Kaufmann. Daher gelten für Rechtsgeschäfte der OHG die Sonderregeln des Handelsrechts, insbesondere die Vorschriften über Handelsgeschäfte. Bei der OHG haften alle Gesellschafter persönlich unbeschränkt für Verbindlichkeiten ihrer Gesellschaft. Im Gegenzug haben die Gesellschafter einen großen Gestaltungsspielraum bei der Organisation ihrer OHG, die regelmäßig eine hohe Kreditwürdigkeit besitzt.
In anderen Rechtsordnungen existieren Gesellschaftsformen, die Parallelen zur OHG aufweisen. Hierzu zählen etwa die General Partnership aus dem common-law-Rechtskreis, die Offene Gesellschaft des österreichischen Rechts, die Kollektivgesellschaft des Schweizer Rechts und das Gewöhnliche Partnerschaftsunternehmen nach chinesischem Recht.
In der Praxis war die OHG lange eine der häufigsten Rechtsformen. Die Furcht der Gesellschafter vor persönlicher Haftung und die Etablierung neuer Gesellschaftskonstruktionen, etwa der GmbH & Co. KG, bewirken jedoch deren zunehmenden Rückgang. Das OHG-Recht hat demgegenüber an seiner praktischen Bedeutung nicht verloren, da insbesondere das Recht der Kommanditgesellschaft (KG) in § 161 Abs. 2 HGB auf weite Teile des OHG-Rechts verweist.

## Entstehungsgeschichte

### Entstehung des OHG-Rechts des HGB
Im deutschen Recht bilden die Vorschriften des Allgemeinen Deutschen Handelsgesetzbuchs (ADHGB) von 1861 die Grundlage des heutigen OHG-Rechts. Die OHG wurde in Art. 85 – Art. 149 ADHGB geregelt. Die Rechtsnormen des ADHGB orientierten sich am französischen Code de commerce aus dem Jahr 1807; die dort geregelte Société en nom collectif diente der OHG als Vorbild. Sie fußt wiederum auf Organisationsformen aus dem nördlichen Italien des späten Mittelalters.
Struktur und Inhalt zahlreicher Regelungen des ADHGB wurden in das im Jahr 1900 in Kraft getretene HGB übernommen. Einige Änderungen waren lediglich redaktioneller Art, um die Vorschriften des HGB an das im gleichen Jahr in Kraft getretene BGB anzupassen, insbesondere an die dort geregelte GbR als Grundtyp der Personengesellschaft.

### Weiterentwicklung des OHG-Rechts
Lange Zeit blieb das OHG-Recht in seinen Grundstrukturen unverändert. Die erste größere Überarbeitung erfolgte 1976. Der Gesetzgeber wollte hierdurch dem Umstand gerecht werden, dass sich in der Praxis offene Handelsgesellschaften etablierten, deren Gesellschafter Kapitalgesellschaften waren, sodass entgegen dem Grundkonzept der OHG keine natürliche Person persönlich haftete. Im Zuge dessen wurden § 130a HGB a.F. und § 130b HGB a.F. neu geschaffen, die Vorgaben für den Fall des Konkurses machten.
Durch eine Novelle von 1980 schuf der Gesetzgeber mit § 125a HGB a.F. und § 129a HGB a.F. weitere Vorschriften in Anlehnung an das Recht der Gesellschaft mit beschränkter Haftung (GmbH).
Eine weitere Änderung des OHG-Rechts erfolgte durch das Handelsrechtsreformgesetz von 1998, welches das HGB in weiten Teilen überarbeitete. Dies betraf beispielsweise die Vorschriften über das Ausscheiden von Gesellschaftern, die Unternehmensfortführung und die möglichen Anwendungsbereiche der OHG.
Die jüngsten Änderungen erfolgten am 1. Januar 2024 durch das Gesetz zur Modernisierung des Personengesellschaftsrechts (MoPeG). Mit diesem wurde das Recht der GbR umfassend neu geregelt und auch  Änderungen im OHG-Recht vorgenommen.

### Einflüsse der Wirtschafts- und Rechtspraxis
Neben der Entwicklung des Gesetzestextes beeinflussen das OHG-Recht maßgeblich die Kautelarpraxis und die Rechtsprechung. Zahlreiche Vorschriften des OHG-Rechts stehen zur Disposition der Gesellschafter. Dies betrifft insbesondere diejenigen, die sich auf das Verhältnis zwischen den Gesellschaftern beziehen. Daher haben die Gesellschafter in vielen Gestaltungsfragen eine große Freiheit, die dazu führt, dass offene Handelsgesellschaften in der Praxis teilweise stark vom Grundmodell des Gesetzgebers abweichen. Dies bewog die Rechtsprechung gemeinsam mit Entwicklungen im Wirtschaftsverkehr dazu, teilweise umfangreiche Rechtsfortbildung zu betreiben, um sach- und interessengerechte Ergebnisse zu erzielen.

## Gründung

### Allgemeine Voraussetzungen einer Personengesellschaft, §705 BGB
Die OHG baut gemäß § 105 HGB auf der GbR auf. Daher richtet sich ihre Entstehung grundsätzlich nach den Vorschriften über die Entstehung einer GbR, auf die § 105 Abs. 3 HGB verweist.
Die Gründung einer GbR erfordert gemäß § 705 BGB einen vertraglichen Zusammenschluss mindestens zweier Rechtssubjekte zur Förderung eines gemeinsamen Zwecks. Gesellschafter einer GbR können natürliche und juristische Personen sein. Auch rechtsfähige Personengesellschaften, etwa die KG, können sich als Gesellschafter an einer OHG beteiligen. Ein Minderjähriger kann sich durch Gesellschaftsvertrag verpflichten, wenn sein gesetzlicher Vertreter dem zustimmt; im Regelfall sind dies gemäß § 1626, § 1629 BGB dessen Eltern. Wegen der besonders großen Risiken, die ein Gesellschaftsbeitritt für einen Minderjährigen birgt, ist gemäß § 1643 Abs. 1 BGB, § 1822 Nr. 3 BGB zusätzlich die Genehmigung des Familiengerichts erforderlich.
Das Recht der OHG sieht für den Abschluss des Vertrags keine bestimmte Form vor, sodass dieser grundsätzlich formfrei geschlossen werden kann. Eine Formpflicht kann jedoch aus anderen gesetzlichen Bestimmungen resultieren. Verpflichtet sich ein Gesellschafter beispielsweise durch den Vertrag, der Gesellschaft ein Grundstück zu übereignen, folgt aus § 311b BGB, dass der Vertrag notariell beurkundet werden muss. Verstoßen die Gesellschafter hiergegen, ist zunächst lediglich die Abrede unwirksam, welche die Formbedürftigkeit auslöst. Ob der gesamte Vertrag nichtig ist, beurteilt sich gemäß § 139 BGB danach, ob die Gesellschafter den Vertrag auch ohne die Abrede geschlossen hätten.
Scheitert der Abschluss des Gesellschaftsvertrags, etwa weil ein Beteiligter nicht voll geschäftsfähig ist, der Gesellschaftsvertrag formnichtig ist oder ein Beteiligter einen zur Anfechtung berechtigenden Willensmangel aufweist, wird die OHG ab Invollzugsetzung des Vertrags entsprechend den Grundsätzen der fehlerhaften Gesellschaft dennoch als wirksam behandelt. Hierdurch soll die praktisch kaum durchführbare Rückabwicklung der Geschäfte der Gesellschaft vermieden werden. Entsprechendes gilt bei fehlerhafter Änderung eines bestehenden Gesellschaftsvertrags, etwa im Rahmen des Beitritts eines neuen Gesellschafters.
Kommt es innerhalb einer Personengruppe nicht einmal zu einem unwirksamen Vertragsschluss, kann die Entstehung einer OHG nicht durch die Lehre von der fehlerhaften Gesellschaft fingiert werden. Sofern die Gruppe dennoch im Rechtsverkehr als OHG auftritt oder auf andere Weise den Anschein erweckt, eine OHG zu sein, kann sie allerdings nach der Lehre von der Scheingesellschaft wie eine OHG haftbar gemacht werden.

### Spezifische Voraussetzungen der OHG, §105 HGB

#### Betrieb eines Handelsgewerbes
Liegen die bislang genannten Voraussetzungen vor, liegt eine GbR vor. Diese erlangt die Eigenschaft einer OHG, wenn sich der gemeinsame Zweck ihrer Gesellschafter auf den Betrieb eines Handelsgewerbes richtet. Hierbei handelt es sich gemäß § 1 Abs. 2 HGB um einen Gewerbebetrieb, der nach Art und Umfang einen kaufmännisch eingerichteten Geschäftsbetrieb erfordert. Ein Gewerbe stellt eine selbstständige, planmäßige, auf Dauer angelegte und nach außen gerichtete Tätigkeit dar, die von Gewinnerzielungsabsicht getragen ist und nicht zu den freien Berufen zählt. Ob ein Gewerbe ein Handelsgewerbe darstellt, beurteilt sich maßgeblich nach Betriebszweck und -Größe.

#### Gemeinschaftliche Firma und Eintragung ins Handelsregister
Gemäß § 105 Abs. 1 HGB betreibt die OHG ihr Handelsgewerbe unter gemeinschaftlicher Firma. Bei einer Firma handelt es sich gemäß § 17 Absatz 1 HGB um den Namen, unter dem ein Kaufmann im Geschäftsverkehr auftritt. Da es sich bei der OHG um einen Kaufmann handelt, ist sie gemäß § 17 Abs. 1 HGB zur Führung einer Firma verpflichtet. Diese dürfen die Gesellschafter unter Beachtung der Firmengrundsätze weitgehend frei wählen. Gemäß § 19 Abs. 2 Nr. 2 HGB muss die Firma allerdings die Bezeichnung offene Handelsgesellschaft oder eine allgemein verständliche Abkürzung hierfür (OHG oder oHG) als Rechtsformzusatz enthalten, damit die Rechtsform der Gesellschaft im Rechtsverkehr leicht erkennbar ist.
Sind alle persönlich haftenden Gesellschafter einer OHG juristische Personen, fasst man diese unter dem Schlagwort Kapitalgesellschaft & Co. oHG zusammen. Eine solche OHG muss gemäß § 19 Abs. 2 HGB zusätzlich eine Bezeichnung erhalten, welche die Haftungsbeschränkung bezeichnet. Hierdurch soll dem Rechtsverkehr deutlich vor Augen geführt werden, dass keine natürliche Person persönlich für die Verbindlichkeiten der OHG haftet. Dabei ist es ähnlich der GmbH & Co. KG gebräuchlich, den Rechtsformzusatz der juristischen Person zu nennen, beispielsweise durch die Bezeichnung GmbH & Co. OHG oder AG & Co. OHG. Der Rechtsformzusatz OHGmbH ist hingegen wenig verbreitet und verstößt nach einem Urteil des OLG Hamm aus dem Jahr 1987 gegen das Gebot der Firmenklarheit.
Die Führung einer Firma setzt voraus, dass die Gesellschaft ins Handelsregister eingetragen wird. Sowohl bei der Führung der Firma als auch bei der Eintragung ins Handelsregister handelt es sich indessen nicht um Entstehungsvoraussetzungen der OHG. Gemäß § 106 HGB stellen beide vielmehr ihre Pflichten dar. Die Registereintragung hat also grundsätzlich lediglich deklaratorische Wirkung. Konstitutive Bedeutung besitzt die Handelsregistereintragung ausnahmsweise in Fällen des § 107 Abs. 1 HGB. Hiernach kann eine Gesellschaft, die ein Gewerbe betreibt, das die Schwelle zum Handelsgewerbe noch nicht überschreitet, durch Eintragung ins Handelsregister den Status einer OHG erlangen. Diese Option schuf der Gesetzgeber 1998, damit auch Kleingewerbe und Vermögensverwaltungen als OHG organisiert werden können. Die Attraktivität zur freiwilligen Eintragung als OHG ist allerdings begrenzt, da das OHG-Recht im Vergleich zum GbR-Recht für die Gesellschaft oft stärker belastend wirkt. Da diese Option allerdings gemäß § 161 Abs. 2 HGB auch der KG offensteht, kann der Kleingewerbetreibende eine Beschränkung seiner persönlichen Haftung dadurch erreichen, dass er Kommanditist wird, was die freiwillige Eintragung als KG als vorteilhaft erscheinen lassen kann.

#### Persönliche Haftung
Keine Gründungsvoraussetzung ist weiterhin die in § 105 Abs. 1 HGB genannte unbeschränkte persönliche Haftung aller Gesellschafter gegenüber den Gesellschaftsgläubigern. Hierbei handelt es sich gemäß § 126 S. 1 HGB vielmehr um eine zwingende Folge der Gründung einer OHG. Durch dieses Merkmal unterscheidet sich die OHG von der KG, bei der mindestens ein Gesellschafter unbeschränkt persönlich und ein anderer beschränkt persönlich haftet.

### Entstehung im Innen- und im Außenverhältnis
Bei der Entstehung einer Gesellschaft wird zwischen dem Innen- und dem Außenverhältnis unterschieden. Ersteres regelt die Beziehungen der Gesellschafter untereinander. Wann die OHG im Innenverhältnis entsteht, richtet sich maßgeblich nach den im Gesellschaftsvertrag getroffenen Vereinbarungen. Im Zweifel entsteht sie bereits mit Vertragsschluss. Im Außenverhältnis setzt die Entstehung der OHG gemäß § 123 HGB zusätzlich voraus, dass sie nach außen hin tätig wird. Dies geschieht durch Eintragung der OHG ins Handelsregister oder durch die Aufnahme der Geschäftstätigkeit.
Von Bedeutung ist die Unterscheidung zwischen den Entstehungszeitpunkten für die Bestimmung des Zeitpunkts, ab dem auf die Verbindung der Gesellschafter OHG-Recht anwendbar ist.

## Eintragung der OHG ins Handelsregister
Gemäß § 106 HGB müssen die Gesellschafter ihre OHG in Abteilung A des Handelsregisters eintragen lassen. Dies ist bei dem Amtsgericht möglich, in dessen Bezirk sich der Sitz der OHG befindet. Nach § 106 Abs. 7 HGB handelt es sich hierbei um eine persönliche Pflicht jedes Gesellschafters. Ein Verstoß gegen diese Pflicht hat gemäß § 14 HGB die Sanktionierung durch ein Zwangsgeld seitens des Registergerichts zur Folge.
Gemäß § 106 Abs. 2 HGB muss die Anmeldung Namen, Vornamen, Geburtsdatum und Wohnort jedes Gesellschafters enthalten sowie die Firma der Gesellschaft, den Ort, an dem sie ihren Sitz hat, und die inländische Geschäftsanschrift. Ebenfalls muss die Vertretungsmacht der Gesellschafter eingetragen werden. Auch der Ein- oder Austritt eines Gesellschafters, die Änderung der Firma oder der Vertretungsmacht eines Gesellschafters sowie die Sitzverlegung der OHG müssen laut § 106 Abs. 6 HGB zur Eintragung ins Handelsregister angemeldet werden. Hierdurch soll gewährleistet werden, dass die im Register enthaltenen Informationen aktuell bleiben.
Bei der Eintragung einer OHG fallen Notarkosten für die Anmeldung zum Handelsregister sowie Gerichtsgebühren nach der Kostenordnung für die Eintragung beim registerführenden Amtsgericht und die gesetzlich vorgeschriebene Bekanntmachung an.
Aufgrund der Pflicht zur Eintragung grundlegender Informationen über die OHG ins Handelsregister findet § 15 HGB im Geschäftsverkehr Anwendung. Hiernach stellt der Handelsregistereintrag einer OHG zum Schutz des Geschäftsverkehrs einen starken Rechtsschein dar. So kann sich etwa gemäß § 15 Abs. 1 HGB derjenige nicht auf eine wahre Tatsache berufen, die nicht ins Handelsregister eingetragen und bekanntgemacht worden ist, obwohl sie hätte eingetragen werden müssen.

## Verhältnis der Gesellschafter zueinander: Das Innenverhältnis der OHG
Das Gesetz knüpft an die Beteiligung an einer OHG einige Rechte und Pflichten für die Gesellschafter. Gemäß § 108 HGB kann von den gesetzlichen Vorschriften durch Gesellschaftsvertrag abgewichen werden, soweit im Gesetz nichts anderes bestimmt ist. Daher stehen Rechte und Pflichten zwischen den Gesellschaftern in weiten Teilen zu deren Disposition. Infolgedessen können die Gesellschafter im Gesellschaftsvertrag gesetzliche Pflichten ausschließen und neue Verpflichtungen begründen. Ihre Grenze findet dies im Kernbereich der Gesellschafterrechte, der nicht verkürzt werden darf.
Wie das gesamte OHG-Recht fußen auch die Regelungen bezüglich des Verhältnisses zwischen den Gesellschaftern auf dem Recht der GbR, sodass die Vorschriften über die GbR subsidiär zur Anwendung kommen.

### Beitragspflicht
Um den Gesellschaftszweck zu fördern, müssen die Gesellschafter Beiträge erbringen. Als Beitrag kommt jede Leistung in Frage, durch welche ein Gesellschafter die Erreichung des Gesellschaftszwecks fördern will. Inhalt und Umfang der Beitragspflicht werden durch den Gesellschaftsvertrag bestimmt. Um häufige Beitragsarten handelt es sich bei Geldzahlungen und der Überlassung von Sachen oder Rechten. Ein Beitrag kann aber auch dadurch geleistet werden, dass ein Gesellschafter der OHG seine Arbeitskraft zur Verfügung stellt, indem er etwa ihre Geschäfte führt.
Die einzelnen Gesellschafter haften mit ihrem gesamten Vermögen (Vollhafter), sodass Angaben zur Höhe der Kapitaleinlage im Gesellschaftsvertrag ebenso fakultativ sind wie die quotenmäßige Beteiligung der einzelnen Gesellschafter an der Gesellschaft. Ist nichts geregelt, sind die Gesellschafter gemäß § 709 Abs. 2 BGB zu gleichen Teilen an der Gesellschaft beteiligt.

### Geschäftsführung
Gemäß § 116 Abs. 1 HGB ist jeder Gesellschafter zur Geschäftsführung berechtigt und verpflichtet. Diese umfasst nahezu alle Aufgaben, die einen Zusammenhang zur Betätigung der OHG besitzen, etwa der An- und Verkauf von Waren sowie die Einstellung und Entlassung von Personal. Nicht zur Geschäftsführung zählen als Grundlagengeschäfte bezeichnete Handlungen, die sich auf die grundlegende Organisation der OHG beziehen. Hierzu zählen beispielsweise die Aufnahme von Gesellschaftern, die Änderung des Unternehmensgegenstands und die Veräußerung von Betrieben der OHG.
In der OHG besteht anders als in der GbR der Grundsatz der Einzelgeschäftsführung. Hiernach darf jeder Gesellschafter ohne Mitwirkung seiner Mitgesellschafter die Geschäfte der OHG führen.
Die Geschäftsführungsbefugnis erstreckt sich gemäß § 116 Abs. 2 HGB auf alle Geschäfte, die der gewöhnliche Betrieb des Handelsgewerbes der Gesellschaft mit sich bringt. Bei darüber hinausgehenden Geschäften bedarf es einer Entscheidung aller Gesellschafter. Eine Prokura darf gemäß § 116 Abs. 2 S. 2 HGB grundsätzlich nur durch alle geschäftsführenden Gesellschafter erteilt werden. Dies ist Folge der weitreichenden Vertretungsmacht des Prokuristen, die ein Vertrauen aller Gesellschafter in den Prokuristen erfordert. Der Grundsatz der Einzelgeschäftsführung bringt den Zuschnitt der OHG auf den Handelsverkehr zum Ausdruck: Es wäre hinderlich, dürfte die OHG nur auf Grundlage eines Beschlusses aller Gesellschafter rechtserhebliche Handlungen vornehmen. Die Einzelgeschäftsführungsbefugnis soll daher ein effizientes Auftreten der OHG am Markt fördern. Die Mitgesellschafter können einem Gesellschafter allerdings die Vornahme einer bestimmten Handlung verbieten, indem sie dieser widersprechen. Handelt der Gesellschafter entgegen einem Widerspruch, macht er sich gegenüber den übrigen Gesellschaftern schadensersatzpflichtig. Externe Folgen hat dies allerdings nicht.
Den Gesellschaftern steht es offen, die Geschäftsführungsbefugnis abweichend von § 116 Abs. 1 HGB zu regeln. Ordnet der Gesellschaftsvertrag Gesamtgeschäftsführungsbefugnis an, bedarf es der Zustimmung aller Geschäftsführer zu einer Handlung, sofern kein Fall von Gefahr im Verzug vorliegt. Wollen die Gesellschafter abweichende Regelungen treffen, müssen sie berücksichtigen, dass der bei Personengesellschaften geltende Grundsatz der Selbstorganschaft gebietet, dass die Geschäftsführung durch Gesellschafter erfolgt, also nicht durch Externe; schließlich haften die Gesellschafter umfassend für das Handeln ihrer Gesellschaft.
Gemäß § 116 Abs. 5 HGB kann einem Gesellschafter auf Antrag der übrigen Gesellschafter durch gerichtliche Entscheidung die Befugnis zur Geschäftsführung entzogen werden. Dies setzt das Vorliegen eines wichtigen Grundes voraus. Um einen solchen handelt es sich beispielsweise, wenn der Gesellschafter eine grobe Pflichtverletzung begangen hat oder wenn er zu ordentlicher Geschäftsführung unfähig ist. Dass die Geschäftsführungsbefugnis erst durch ein Gerichtsurteil entzogen wird, schützt zum einen den betroffenen Gesellschafter, zum anderen die Funktionsfähigkeit der Gesellschaft.

### Mitwirkung an der Beschlussfassung
§ 109 Abs. 3 HGB bestimmt, dass eine Entscheidung der Gesamtheit der Gesellschafter grundsätzlich durch einstimmigen Beschluss erfolgt. Auch hiervon können die Gesellschafter durch Vereinbarung im Gesellschaftsvertrag abweichen. Allerdings begrenzte die Rechtsprechung die Gestaltungsfreiheit diesbezüglich aus Gründen des Minderheitenschutzes durch den Bestimmtheitsgrundsatz. Hiernach muss der Gesellschaftsvertrag präzise bestimmen, in welchen Angelegenheiten Mehrheitsbeschlüsse möglich sein sollen. Diesen Grundsatz gab die Rechtsprechung in einem Urteil von 2014 zugunsten der allgemeinen Vertragsauslegung auf.

### Haftung für Pflichtverletzungen
Verletzt ein Gesellschafter eine Leistungs- oder eine Rücksichtnahmepflicht aus dem Gesellschaftsvertrag und verursacht hierdurch einen Schaden, muss er diesen ersetzen, soweit er die Pflichtverletzung zu vertreten hat. Wie bei der GbR ist die Haftung des Gesellschafters auf die eigenübliche Sorgfalt beschränkt. Der Gesetzgeber privilegierte den Gesellschafter im Innenverhältnis wegen des engen Verhältnisses unter den Gesellschaftern.

### Treuepflicht
Voraussetzung für eine fruchtbare Zusammenarbeit der OHG-Gesellschafter ist ein gegenseitiges Vertrauens- und Treueverhältnis. Daher sind sich die Gesellschafter zu wechselseitiger Treue verpflichtet. Dies verpflichtet die Gesellschafter umfassend zum Schutz und zur Förderung der Interessen der Gesellschaft. Auch müssen sie die Interessen ihrer Mitgesellschafter bei ihrem Handeln angemessen würdigen.
Eine besondere Ausprägung der Treuepflicht stellt das Wettbewerbsverbot dar: Gemäß § 117 Abs. 1 HGB darf ein Gesellschafter nicht ohne Zustimmung der anderen Gesellschafter Geschäfte auf eigene Rechnung im Betrieb des Handelsgewerbes durchführen oder sich als persönlich haftender Gesellschafter an einer branchengleichen Unternehmung beteiligen. Verstößt ein Gesellschafter gegen ein Wettbewerbsverbot, kann die Gesellschaft gemäß § 118[Anbieter/Datenbank unbekannt] Abs. 1 S. 1 HGB von ihm Schadensersatz fordern. Alternativ kann sie vom Gesellschafter verlangen, dass er aus dem Geschäft erlangte Rechtspositionen auf die Gesellschaft überträgt.

### Kapitalanteil
Als Kapitalanteil wird Vermögensanteil des einzelnen Gesellschafters an der OHG bezeichnet. Er wird anhand des Werts der anfänglichen Einlage des Gesellschafters ermittelt und erhöht sich durch zusätzliche Einlagen und Gewinne. Verluste und Entnahmen aus dem Gesellschaftsvermögen verringern den Kapitalanteil. Von Bedeutung ist die Höhe des Kapitalanteils für die Gewinnverteilung, das Entnahmerecht und für Berechnungen bei der Beendigung der OHG. Zudem kann der Gesellschaftsvertrag den Anteil zur Regelung anderer Angelegenheiten heranziehen.

### Gewinn- und Verlustverteilung
Gesellschafter haben ein Recht auf Beteiligung am Gewinn der OHG. Um diesen zu ermitteln, muss zunächst ermittelt werden, ob die OHG Gewinn oder Verlust erzielt hat. Im Anschluss muss ermittelt werden, wie diese auf die Gesellschafter aufgeteilt werden.
Die Geschäftsführergehälter für die Gesellschafter-Geschäftsführer sind steuerlich nicht als Betriebsausgabe abzugsfähig; sie werden bei der steuerlichen Gewinnverteilung dem jeweiligen Gesellschafter als Vorabvergütung zugerechnet.

#### Erstellung des Jahresabschlusses
Die OHG ermittelt ihren Gewinn und Verlust in jedem Geschäftsjahr gemäß § 120 Abs. 1 HGB durch Erstellung eines Jahresabschlusses. Dieser setzt sich aus einer Bilanz sowie einer Gewinn- und Verlustrechnung zusammen.
Als Kaufmann ist die OHG gemäß § 238 Abs. 1 HGB verpflichtet, Bücher zu führen und in diesen seine Handelsgeschäfte und die Lage seines Vermögens nach den Grundsätzen ordnungsmäßiger Buchführung ersichtlich zu machen. Dies umfasst insbesondere das Aufstellen von Bilanzen zur Begründung des Handelsgewerbes und für den Schluss eines jeden Geschäftsjahres, die das Verhältnis des Vermögens der OHG und ihren Schulden darstellen.
Die Erstellung des Abschlusses erfolgt durch dessen Aufstellung durch die geschäftsführenden Gesellschafter sowie durch dessen Feststellung durch die Gesamtheit der Gesellschafter. Im Anschluss wird die Bilanz gemäß § 245 S. 2 HGB durch die Gesellschafter unterzeichnet.

#### Verteilung von Gewinnen und Verlusten
Die Verteilung von Gewinnen und Verlusten unter den Gesellschaftern kann im Gesellschaftsvertrag geregelt werden. In der Praxis stellt dies den Regelfall dar.
Fällt bei einer OHG ein Verlust an, so werden die Einlagen nicht verzinst. Der Verlust wird dann lediglich nach Köpfen auf die Gesellschafter verteilt. Hierzu werden die Verlustanteile den Kapitalkonten belastet.

### Entnahmerecht
Gesellschafter dürfen nach § 122 S. 1 HGB Beiträge aus dem Vermögen der Gesellschaft nehmen. Im praktischen Regelfall werden Umfang und Grenzen dieses Rechts durch den Gesellschaftsvertrag geregelt. Die Gesellschafter besitzen hierbei im Vergleich zur Rechtslage bei Kapitalgesellschaften vergleichsweise großen Gestaltungsspielraum. Dieses Recht besteht allerdings nicht, wenn der Gesellschaft durch die zusätzliche Entnahme offensichtlich ein Schaden droht.

## Teilnahme der Gesellschaft am Rechtsverkehr: Das Außenverhältnis der OHG
Gemäß § 105 Abs. 2 HGB ist die OHG rechtsfähig. Sie kann also unter ihrer Firma Rechte erwerben und Verbindlichkeiten eingehen. Sie kann ebenfalls vor Gericht klagen und verklagt werden. Eine Vollstreckung in das Gesellschaftsvermögen der OHG ist gemäß § 129 Abs. 1 HGB nur mit einem gegen die Gesellschaft lautenden Vollstreckungstitel möglich; ein Vollstreckungstitel gegen einen einzelnen Gesellschafter genügt also nicht.

### Stellvertretung
Als Gesellschaft erlangt eine OHG erst durch ihre Stellvertreter die Möglichkeit, rechtserhebliche Handlungen vorzunehmen. Die Stellvertretung setzt gemäß § 164 Abs. 1 S. 1 BGB voraus, dass eine Person eine eigene Willenserklärung im Namen der OHG mit Vertretungsmacht abgibt.
Gemäß § 124 Abs. 1 HGB ist grundsätzlich jeder Gesellschafter uneingeschränkt befugt, die Gesellschaft zu vertreten. Anders als bei der GbR stellt damit bei OHG die Einzelvertretung das gesetzliche Leitbild dar. Die Gesellschafter dürfen von diesem Leitbild abweichen. So können sie gemäß § 124 Abs. 2 HGB Gesamtvertretung vereinbaren.
Bei der Disposition über die Vertretungsbefugnis müssen die Gesellschafter jedoch das Prinzip der Selbstorganschaft berücksichtigen, das dem Stellvertretungsrecht bei Personengesellschaften zu Grunde liegt. Hiernach muss zumindest ein Gesellschafter die Gesellschaft vertreten dürfen. Ausgeschlossen ist daher die vollständige Übertragung der Vertretungsmacht auf Dritte, die keine Gesellschafter sind.
Die Vertretungsmacht der Gesellschafter zählt gemäß § 106 Abs. 2 Nr. 3 HGB zu den wesentlichen Angaben über die Gesellschaft, die in das Handelsregister eingetragen werden muss. Eintragungspflichtig sind daher das Erteilen sowie das Erlöschen von Vertretungsmacht. Ein Verstoß gegen diese Pflicht kann neben der Anordnung eines Zwangsgelds zur Anwendung eines Rechtsscheintatbestands des § 15 HGB führen.
Der Umfang der Vertretungsmacht ergibt sich aus § 124 Abs. 4 S. 1 HGB. Der Umfang der Vertretungsmacht erstreckt auf alle gerichtlichen und außergerichtlichen Geschäfte und Rechtshandlungen einschließlich der Veräußerung und Belastung von Grundstücken sowie der Erteilung und des Widerrufs einer Prokura. Eine Beschränkung des Umfangs der Vertretungsmacht ist gemäß § 124 Abs. 4 S. 2 HGB aus Gründen des Verkehrsschutzes Dritten gegenüber unwirksam. Gemäß § 124 Abs. 4 S. 4 HGB kann die Vertretungsmacht allerdings auf eine Niederlassung beschränkt werden.
Einem Gesellschafter kann Vertretungsmacht durch die übrigen Gesellschafter gemäß § 124 Abs. 5 HGB entzogen werden, wenn hierfür ein wichtiger Grund vorliegt. Zum Schutz der Rechtssicherheit erfordert dies wie der Entzug der Geschäftsführungsbefugnis ein Gerichtsurteil.

### Verschuldenszurechnung
Einer OHG wird das Verschulden ihrer Organe in analoger Anwendung des § 31 BGB zugerechnet. Dies gilt sowohl im vertraglichen als auch im außervertraglichen Bereich. Verletzt daher beispielsweise ein Gesellschafter im Rahmen seiner Tätigkeit für die OHG Rechtsgüter eines Dritten, haftet die OHG hierfür wegen eigenen Verschuldens auf Schadensersatz. Die Analogie zu § 31 BGB stützt sich darauf, dass in der Norm ein allgemeines Prinzip des Gesellschaftsrechts erblickt wird. Nach einer abweichenden Auffassung erfolgt die Zurechnung über § 278 BGB.

### Akzessorische Haftung der Gesellschafter
Die Gesellschafter einer OHG haften gemäß § 126 S. 1 HGB für die Verbindlichkeiten der Gesellschaft unbeschränkt, akzessorisch, primär, unmittelbar und gesamtschuldnerisch mit ihrem Privatvermögen. Die Mithaftung der Gesellschafter unterscheidet die Personengesellschaften markant von den Körperschaften. Sie beruht darauf, dass es bei der OHG anders als beispielsweise bei der GmbH keinen Haftungsfonds gibt, über den die Gesellschafter zum Schutz der Gläubiger nur unter strengen gesetzlichen Vorgaben verfügen dürfen. Sie stellt damit den Preis für die große Gestaltungsfreiheit innerhalb der Gesellschaft dar, gibt dieser aber auch eine vergleichsweise hohe Kreditwürdigkeit.

#### Unbeschränkt
Die Gesellschafter haften mit ihrem gesamten Geschäfts- und Privatvermögen persönlich in voller Höhe für Verbindlichkeiten ihrer OHG. Im Gegensatz dazu haftet ein Kommanditist einer KG zwar mit seinem gesamten Geschäfts- und Privatvermögen persönlich, aber nur in Höhe seiner Kommanditeinlage beschränkt. Eine Beschränkung der Gesellschafterhaftung unter der Gesellschaftern entfaltet gegenüber Dritten gemäß § 126 S. 2 HGB keine Wirkung. Mit den Gesellschaftsgläubigern können die Gesellschafter allerdings die persönliche Haftung durch Vereinbarung beschränken.

#### Akzessorisch
Die Akzessorietät hat zur Folge, dass sich die Haftung des Gesellschafters nach der Existenz der Gesellschaftsschuld bestimmt. Der Gesellschafter haftet also für Verbindlichkeiten seiner Gesellschaft in gleicher Weise wie die Gesellschaft. Er haftet daher nicht in geringerem Maß als die Gesellschaft, aber auch nicht schärfer. Deshalb kann er gemäß § 128 Abs. 1 HGB Gesellschafter der eigenen Inanspruchnahme Einwendungen entgegenhalten, die der Gesellschaft zustehen. Zudem kann er Einwendungen erheben, die ihm persönlich zustehen. § 128 Abs. 2 HGB gibt dem in Anspruch genommenen Gesellschafter weiterhin das Recht, die Erfüllung zu verweigern, wenn sich die Gesellschaft durch ein Gestaltungsrecht, etwa Anfechtung, Aufrechnung und Rücktritt, von der Forderung befreien kann, wegen der der Gesellschafter in Anspruch genommen wird.
Umstritten ist in der Rechtswissenschaft, welchen Inhalt die akzessorische Haftung des Gesellschafters besitzt. Nach der vorherrschenden Erfüllungstheorie stimmt die Gesellschafterhaftung inhaltlich mit der Haftung der Gesellschaft überein, um den Gläubiger entsprechend dem Zweck der Norm bestmöglich zu schützen. Daher muss der Gesellschafter genau die Leistung erbringen, zu deren Erbringung auch die OHG verpflichtet ist. So kann etwa ein Gesellschafter zur Beseitigung von Mängeln eines Werks der OHG in Anspruch genommen werden. Nach der Haftungstheorie haftet der Gesellschafter demgegenüber nur auf Geldersatz. Diese Auffassung will die Handlungsfreiheit des Gesellschafters schützen. Nach beiden Auffassungen kommt eine Haftung des Gesellschafters nur auf Geldersatz in Frage, wenn es sich um eine Leistung handelt, die nur die OHG erfüllen kann. Dies trifft etwa auf wettbewerbsrechtliche Unterlassungspflichten der OHG zu. Gleiches gilt, wenn die OHG mit ihrem Gläubiger vereinbart, dass die Gesellschafter nur auf Geldersatz haften sollen.

#### Primär
Die primäre Haftung der Gesellschafter kann in Anspruch genommen werden, ohne dass sich der Gläubiger zuvor an die Gesellschaft halten muss. Anders als etwa die Bürgenhaftung (§ 771 BGB) ist die Gesellschafterhaftung somit nicht subsidiär.

#### Unmittelbar
Die Unmittelbarkeit der Haftung ermöglicht es dem Gläubiger, den Gesellschafter direkt in Anspruch zu nehmen und zur Begleichung von Verbindlichkeiten aufzufordern, unabhängig davon, ob der Gesellschafter die Verbindlichkeit persönlich eingegangen ist. Nach § 129 Abs. 2 HGB kann allerdings aus einem Titel gegen die Gesellschaft nicht in das Vermögen eines Gesellschafters vollstreckt werden.

#### Gesamtschuldnerisch
Die gesamtschuldnerische Haftung hat gemäß § 421 S. 1 BGB zur Folge, dass jeder Gesellschafter allein für die gesamten Schulden der Gesellschaft haftet. Der Gläubiger kann daher frei wählen, welchen Gesellschafter er in welchem Umfang in Anspruch nimmt. Gemäß § 422 BGB wirkt die Erfüllung durch einen Gesellschafter für alle. Keine Gesamtschuld besteht hingegen zwischen Gesellschaft und Gesellschaftern; es handelt sich lediglich um eine akzessorische Mithaftung.
Tritt der Gesellschafter den Gesellschaftern wie ein außenstehender Gesellschafter gegenüber, handelt es sich um eine Beziehung im Außenverhältnis, weshalb § 126 HGB Anwendung findet. Aus der Treuepflicht gegenüber den anderen Gesellschaftern folgt allerdings, dass er sich vorrangig an die Gesellschaft halten muss. Hierbei wird sein Anspruch um den Anteil gekürzt, den er als Gesellschafter selbst tragen muss.

## Beendigung der OHG
Wollen die Gesellschafter ihre OHG beenden, müssen sie diese auflösen und abwickeln.

### Auflösung
Wird eine OHG aufgelöst, bleibt sie als Rechtsträger bestehen. Allerdings ändert sich ihr Gesellschaftszweck: Fortan dient die OHG allein der Liquidation der Gesellschaft. Hierdurch soll die Gesellschaft aus dem Rechtsverkehr entfernt werden. Die Auflösung muss gemäß § 441 Abs. 1 S. 1 HGB ins Handelsregister eingetragen werden.
Die Auflösung setzt das Vorliegen eines Auflösungsgrunds voraus. Diese sind in § 138 HGB abschließend geregelt. Allgemeine Auflösungsgründe sind in § 138 Abs. 1 HGB genannt. § 131 Abs. 2 HGB nennt zusätzliche Auflösungsgründe für Offene Handelsgesellschaften, bei der kein persönlich haftender Gesellschafter eine natürliche Person ist.

#### Allgemeine Auflösungsgründe nach §131 Abs.1 HGB
Die Gesellschaft darf aufgelöst werden, wenn ein im Gesellschaftsvertrag bestimmtes Auflösungsdatum eintritt.
Ferner dürfen die Gesellschafter durch gemeinschaftlichen Beschluss jederzeit beschließen, dass ihre Gesellschaft aufgelöst wird. Begrenzt wird das Auflösungsrecht durch die Treuepflicht der Gesellschafter.
Zu einer automatischen Auflösung der Gesellschaft kommt es, wenn das Insolvenzverfahren über das Vermögen der Gesellschaft eröffnet wird. Infolgedessen richtet sich die Behandlung der Vermögenswerte der Gesellschaft gemäß § 145 HGB nach der Insolvenzordnung (InsO). So bestimmt § 1 InsO, dass die Gesellschaft fortan mit dem Zweck fortgeführt wird, die Gläubiger zu befriedigen. Zu diesem Zweck kann die OHG zerschlagen oder fortgeführt werden.
Darüber hinaus kann die Gesellschaft durch ein gerichtliches Gestaltungsurteil aufgelöst werden, das auf eine erfolgreiche Auflösungsklage nach § 133 HGB hin ergeht. Eine solche Klage kann von jedem Gesellschafter erhoben werden. Ihr Erfolg setzt voraus, dass ein wichtiger Grund vorliegt, der die Aufkündigung der OHG rechtfertigt. § 133 Absatz 2 HGB nennt hierfür beispielhaft das Vorliegen einer schweren Verfehlung eines anderen Gesellschafters. Dass anders als bei der GbR die Kündigung der Gesellschaft durch einen Gesellschafter nicht genügt, dient der Rechtssicherheit: Es soll eindeutig feststehen, ob die OHG, die anders als die GbR auf die Teilnahme am Rechtsverkehr zugeschnitten ist, aufgelöst wurde oder nicht. Gemäß § 133 Absatz 3 HGB kann das Recht des Gesellschafters, auf Auflösung zu klagen, nicht durch den Gesellschaftsvertrag beschränkt werden.
Nicht in § 131 HGB genannt ist der Fall, dass die Gesellschafter alle bis auf einen Gesellschafter verliert. Da eine Personengesellschaft aber aus mindestens zwei Gesellschaftern bestehen muss, hat das Unterschreiten dieser Mindestzahl automatisch die Auflösung der Gesellschaft zur Folge.

#### Besondere Auflösungsgründe nach § 131 Absatz 2 HGB
Gemäß § 131 Absatz 2 HGB wird eine OHG, bei der kein persönlich haftender Gesellschafter eine natürliche Person ist, aufgelöst, wenn ein Beschluss in Rechtskraft erwächst, durch den die Eröffnung des Insolvenzverfahrens mangels Masse abgelehnt worden ist. Zur Auflösung kommt es ebenfalls, wenn die Gesellschaft wegen Vermögenslosigkeit nach § 394 des Gesetzes über das Verfahren in Familiensachen und in den Angelegenheiten der freiwilligen Gerichtsbarkeit gelöscht wird. § 131 Absatz 2 HGB dient der Angleichung des OHG-Rechts an das Kapitalgesellschaftsrecht zum Schutz der Gläubiger, da bei den hiervon erfassten Gesellschaften eine ähnliche Interessenlage besteht.

### Abwicklung
Das Liquidationsverfahren ist in § 145 – § 158 HGB geregelt, wobei es den Gesellschaftern gemäß § 145 Absatz 1 HGB frei steht, abweichende Regelungen zu treffen. § 146 Absatz 1 HGB bestimmt, dass die Liquidation grundsätzlich durch die Gesellschafter als Liquidatoren erfolgt. Die Liquidatoren müssen gemäß § 148 HGB ins Handelsregister eingetragen werden.
§ 149 Satz 1 HGB macht es zur Aufgabe der Liquidatoren, laufende Geschäfte der OHG zu beenden, das Vermögen der OHG in Geld umzusetzen, Forderungen der OHG einzuziehen und ihre Gläubiger zu befriedigen. Hierzu stellen sie zunächst gemäß § 154 HGB eine Eröffnungsbilanz auf und beginnen anschließend mit der Abwicklung der OHG. Die hierfür erforderliche Geschäftsführungsbefugnis steht den Liquidatoren gemäß § 150 HGB grundsätzlich nur gemeinsam zu, da die OHG nicht mehr in dem Umfang am Rechtsverkehr teilnimmt, der die Einzelgeschäftsführung bei der werbenden OHG notwendig macht. Auch ist die notwendige Vertrauensgrundlage in der Liquidationsphase oft nicht mehr gegeben. Aus den gleichen Erwägungen heraus haben die Liquidatoren gemäß § 149 Satz 2 HGB lediglich Gesamtvertretungsmacht; diese kann nach § 151 HGB nicht wirksam beschränkt werden.
Die Liquidation endet, sobald das Vermögen der Gesellschaft gemäß § 155 HGB in einer Schlussverteilung zwischen den Gesellschaftern aufgeteilt ist. Im Anschluss ist die OHG beendet.

## Gesellschafterwechsel

### Aufnahme
Die Aufnahme eines neuen Gesellschafters erfolgt durch Abschluss eines Aufnahmevertrags zwischen den bisherigen Gesellschaftern und dem Eintretenden.
Gemäß § 130 Absatz 1 HGB haftet der Eintretende rückbezogen für bestehende Verbindlichkeiten der OHG. § 130 Absatz 2 HGB erklärt hiervon abweichende Vereinbarungen unter den Gesellschaftern gegenüber Dritten für unwirksam. Nur bei einer aus einem Einzelunternehmen entstandenen OHG kann die akzessorische Haftung für den neuen Gesellschafter gemäß § 28 Absatz 2 HGB durch Eintragung einer Beschränkung ins Handelsregister ausgeschlossen werden.

### Ausscheiden
§ 131 Absatz 3 HGB nennt nicht abschließend mehrere Fälle, in denen ein Gesellschafter aus der OHG ausscheidet. Sie wurden durch das Handelsrechtsreformgesetz von 1998 ins Gesetz eingefügt. Bis dahin handelte es sich um Gründe zur Auflösung der OHG, die in der Praxis regelmäßig durch Fortsetzungsklauseln abbedungen wurden.

#### Ausscheidensgründe
Zum Ausscheiden eines Gesellschafters kommt es, wenn er stirbt. Anders als bei der GbR führt der Tod eines Gesellschafters nicht zur Auflösung der Gesellschaft, sondern lässt sie fortbestehen. Dies dient der Rechtssicherheit. Anstelle des Ausscheidens des Gesellschafters können die Gesellschafter durch Aufnahme einer Nachfolgeklausel in den Gesellschaftsvertrag vereinbaren, dass der Erblasser nicht aus der Gesellschaft ausscheidet, sondern dessen Erbe als Gesellschafter nachrückt. Gemäß § 139 Absatz 1 HGB kann der Erbe verlangen, dass ihm die Stellung eines Kommanditisten eingeräumt wird, um die unbeschränkte persönliche Haftung des OHG-Gesellschafters zu vermeiden.
Weiterhin scheidet ein Gesellschafter aus seiner OHG aus, wenn das Insolvenzverfahren über sein Vermögen eröffnet wird. Dies soll die OHG und ihre Gesellschafter vor Eingriffen eines Insolvenzverwalters in das Unternehmen schützen.
Ein Gesellschafter kann seine Gesellschafterstellung weiterhin jederzeit aufkündigen. Kündigungsrechte folgen aus dem Gesetz. Zusätzlich kann der Gesellschaftsvertrag Kündigungsrechte vorsehen.
Ferner kann der Privatgläubiger eines Gesellschafters dessen Gesellschafterstellung nach Maßgabe von § 135 HGB kündigen. Hierdurch kann er dessen Abfindungsanspruch gegen die Gesellschaft pfänden lassen, um seine Forderung zu befriedigen. Dieses Kündigungsrecht kann durch die Gesellschafter nicht erschwert werden, da es sich aus ihrer Sicht um ein fremdes Recht handelt.
Außerdem können die Gesellschafter beschließen, dass ein Gesellschafter aus der OHG ausgeschlossen werden soll. Gemäß § 140 HGB kann ein Gesellschafter gegen seinen Willen allerdings nur durch Gerichtsurteil ausgeschlossen werden. Damit dieses ergeht, muss ein wichtiger Grund vorliegen und die Ausschließung ultima ratio sein.
Schließlich steht es den Gesellschaftern frei, im Gesellschaftsvertrag weitere Ausscheidensgründe zu vereinbaren. In der Praxis sind etwa Klauseln verbreitet, die beim Erreichen eines bestimmten Alters oder der Eintritt von Arbeitsunfähigkeit zum automatischen Ausscheiden führen.

#### Anwachsung und Abfindung
Scheidet ein Gesellschafter aus, wächst dessen Anteil an der OHG gemäß § 738 Absatz 1 Satz 1 BGB den übrigen Gesellschaftern zu. Der Ausscheidende erhält im Gegenzug einen Anspruch gegen die Gesellschaft auf Auszahlung einer Abfindung. Hiernach muss die OHG dem Ausscheidenden die Gegenstände zurückgeben, die dieser der Gesellschaft zur Benutzung überlassen hat, ihn von gemeinschaftlichen Schulden befreien und ihm dasjenige zahlen, was er bei der Auseinandersetzung erhalten würde, wäre die Gesellschaft zur Zeit seines Ausscheidens aufgelöst worden.
Um die Ermittlung der Höhe des Abfindungsanspruchs zu vereinfachen, werden in der Praxis oft Buchwertklauseln verwendet, nach denen die Buchwerte der letzten oder der nächsten Jahresbilanz die Berechnungsgrundlage des Anspruchs darstellen. Für den Abfindungsanspruch haften die verbliebenen Gesellschafter akzessorisch, da der Gläubiger infolge des Ausscheidens der Gesellschaft wie ein Dritter gegenübersteht. Aus der Treuepflicht der Gesellschafter folgt aber, dass vorrangig die Gesellschaft in Anspruch genommen werden muss.

#### Nachhaftung des ausscheidenden Gesellschafters
Gemäß § 160 HGB bleibt die akzessorische Haftung des Gesellschafters für Schulden der OHG auch nach dessen Ausscheiden bestehen, um das Vertrauen der Gläubiger in die persönliche Haftung der Gesellschafter zu schützen. Um dem Gesellschafter aber die Möglichkeit zu geben, sich von der Haftung zu befreien, begrenzt § 160 HGB die Nachhaftung zeitlich: der Gesellschafter haftet grundsätzlich lediglich fünf Jahre für Verbindlichkeiten der OHG nach. Die Frist beginnt mit der Eintragung des Ausscheidens ins Handelsregister. Die Fünfjahresbegrenzung gilt allerdings nicht, wenn die Verbindlichkeit in einer in § 197 Absatz 1 Nummer 3 bis 5 BGB bezeichneten Art festgestellt wird oder eine gerichtliche oder behördliche Vollstreckungshandlung vorgenommen oder beantragt wird. Gemäß § 160 Absatz 2 HGB entfällt die Beschränkung ebenfalls, wenn der Gesellschafter den Anspruch anerkennt.
Beispiel: Gesellschafter G scheidet am 28. Dezember 2003 aus der OHG aus. Am 31. Dezember 2003 wird dies in das Handelsregister eingetragen. Am 31. Dezember 2001 entsteht ein Steueranspruch gegen die OHG, welcher am 31. Dezember 2008 fällig wird. Am 2. Januar 2009 erlässt das Finanzamt einen Haftungsbescheid gegen G. Am 30. Dezember 2009 vollstreckt die Behörde zulässig gegen G.

## Steuerliche Behandlung einer OHG

### Ertragsteuern
Sofern die OHG Einkünfte aus Gewerbebetrieb im Sinne des Einkommensteuergesetzes (EStG) erzielt, ist sie gewerbesteuerpflichtig. Als Personenunternehmen wird bei der Ermittlung des Gewerbeertrags ein Freibetrag von 24.500 Euro abgezogen. Die von der OHG zu zahlende Gewerbesteuer wird entsprechend dem Gewinnverteilungsschlüssel auf die Einkommensteuer der Gesellschafter angerechnet.
Gesellschafter einer OHG erzielen als Mitunternehmer aus der Beteiligung an der OHG Einkünfte aus Gewerbebetrieb nach § 15 Absatz 1 Nummer 2 EStG. Diese werden bei natürlichen Personen als Gesellschafter im Rahmen der Einkommensteuer und bei Gesellschaftern, die juristische Personen sind, im Rahmen der Körperschaftsteuer besteuert. Handelt es sich bei dem Gesellschafter um eine Personengesellschaft, fließt der Gewinnanteil an der OHG in den Gewinn dieser Personengesellschaft ein („mehrstöckige Personengesellschaft“).
Ebenfalls im Rahmen der Einkommensbesteuerung der Gesellschafter erfolgt die Entlastung von der Gewerbesteuer, die für die OHG eine nicht abzugsfähige Betriebsausgabe darstellt. Bei natürlichen Personen erfolgt die Entlastung durch Anrechnung des 4-fachen (in den Veranlagungsjahren vor 2021 – des 3,8-fachen) anteiligen Messbetrags auf die Einkommensteuer. Bei juristischen Personen und bei Personengesellschaften erfolgt die Entlastung durch Kürzung des Gewerbeertrages des Gesellschafters nach § 9 Nummer 2 des Gewerbesteuergesetzes um den Gewinnanteil an der OHG.
Der Gewinn einer OHG ist einheitlich für alle Gesellschafter zu ermitteln und sodann auf die einzelnen Gesellschafter aufzuteilen. Hierüber ergeht ein Feststellungsbescheid. Weiterer Inhalt dieses Feststellungsbescheides sind die Anteile der Gesellschafter am Gewerbesteuermessbetrag, an der tatsächlich zu zahlenden Gewerbesteuer sowie an Sondersachverhalten wie Spenden oder Zinsabschlagsteuern.

### Sonderbetriebsvermögen
Wirtschaftsgüter, die nicht der gesamthänderischen Bindung unterliegen, aber von der OHG genutzt werden, gehören zum Sonderbetriebsvermögen I des Gesellschafters, dem sie zuzurechnen sind. Ein Beispiel für Sonderbetriebsvermögen I ist das von der OHG genutzte Betriebsgrundstück, das sich im Alleineigentum eines Gesellschafters befindet. Wirtschaftsgüter, die der Beteiligung eines Gesellschafters an der OHG zu dienen bestimmt sind, gehören zum Sonderbetriebsvermögen II. Der Grundfall von Sonderbetriebsvermögen II ist das Darlehen, das ein Gesellschafter zum Erwerb der OHG-Beteiligung aufgenommen hat.

### Umsatzsteuer
Die OHG ist Unternehmer im Sinne des Umsatzsteuergesetzes. Einen Sonderfall stellt der Leistungsaustausch zwischen Gesellschafter und Gesellschaft dar, der dazu führen kann, dass auch der Gesellschafter einer OHG umsatzsteuerlicher Unternehmer ist. Dies kann der Fall sein bei Entgelten für die Nutzungsüberlassung von Wirtschaftsgütern des Sonderbetriebsvermögens an die OHG oder bei Vergütungen, die die OHG an einen Gesellschafter für dessen Tätigkeit im Dienste der Gesellschaft zahlt.

### Erbschaft-/Schenkungsteuer
Die Übertragung einer mitunternehmerischen OHG-Beteiligung im Wege der Schenkung oder Erbfolge auf einen Nachfolger unterliegt der Erbschaft-/Schenkungsteuer. Die Beteiligung wird mit dem gemeinen Wert (Verkehrswert inklusive der stillen Reserven) steuerlich bewertet, zugleich können die weitreichenden Steuerbegünstigungen für Betriebsvermögen in Anspruch genommen werden (§ 13a ErbStG). Zur Wertermittlung kommen verschiedene Bewertungsmethoden in Betracht. Erhält der Erbe nicht den Gesellschaftsanteil, sondern eine Abfindung, ist diese mit dem Nennwert steuerpflichtig und nicht steuerbegünstigt.

## Anzahl der umsatzsteuerpflichtigen Unternehmen in Deutschland
| Rechtsform                                                                                      | Anzahl der Unternehmen 2013 |
| ----------------------------------------------------------------------------------------------- | --------------------------- |
| Offene Handelsgesellschaften (OHG, oHG)                                                         | 15.484                      |
| Gesellschaft mit beschränkter Haftung & Co. Offene Handelsgesellschaft (GmbH & Co. OHG, OHGmbH) | 584                         |
| Aktiengesellschaften & Co. Offene Handelsgesellschaft (AG & Co. OHG)                            | 488                         |
| Gesamt                                                                                          | 16.556                      |